# اعزيب لمزاورة (زاوية بن ساسي)
اعزيب لمزاورة هو دُوَّار يقع بجماعة أولاد حسون، عمالة مراكش، جهة مراكش آسفي في المملكة المغربية. ينتمي الدوّار لمشيخة زاوية بن ساسي التي تضم 17 دوار. يقدر عدد سكانه بـ 279 نسمة حسب الإحصاء الرسمي للسكان والسكنى لسنة 2004.

## روابط خارجية
- البوابة الوطنية للجماعات الترابية
- المندوبية السامية للتخطيط